# The Long Gray Line
The Long Gray Line is een Amerikaanse dramafilm uit 1955 onder regie van John Ford.

## Verhaal
Martin Maher is een Ierse immigrant uit Tipperary, die het van afwasser brengt tot legerofficier aan West Point.

## Rolverdeling
| Acteur             | Personage                 |
| ------------------ | ------------------------- |
| Tyrone Power       | Martin Maher              |
| Maureen O'Hara     | Mary O'Donnell            |
| Robert Francis     | James N. Sundstrom jr.    |
| Donald Crisp       | Martin                    |
| Ward Bond          | Kapitein Herman J. Kohler |
| Betsy Palmer       | Kitty Carter              |
| Philip Carey       | Charles Dotson            |
| William Leslie     | James Nilsson Sundstrom   |
| Harry Carey jr.    | Dwight Eisenhower         |
| Patrick Wayne      | Abner Overton             |
| Sean McClory       | Dinny Maher               |
| Peter Graves       | Korporaal Rudolph Heinz   |
| Milburn Stone      | Kapitein John Pershing    |
| Erin O'Brien-Moore | Mevrouw Koehler           |
| Walter Ehlers      | Mike Shannon              |